# 本田弘慈
本田 弘慈（ほんだ こうじ、1912年3月31日 - 2002年4月6日）は、日本の牧師。

## 経歴

### 初期
1912年(明治45年)3月31日 福井県丸岡町出身。父善太郎、母はつえの長男として生まれる。
1929年(昭和4年)7月22日 丸岡教会で洗礼を受ける。1930年 福井商業学校（現・福井県立福井商業高等学校）を卒業後、上京し、魚河岸の金物屋に勤める傍ら、日本大学文学部に入学する。同大学を中退、米国聖書教会の聖書配布の仕事を務める。

### 牧師時代
1934年(昭和9年) 関西聖書神学校に入学して、沢村五郎らの薫陶を受ける。1938年(昭和13年) 関西聖書神学校を卒業し、牧師として働く。
1940年(昭和15年)4月22日、森田志づと結婚する。後に、五男二女をもうける。1945年(昭和20年)に太平洋戦争中に召集されて従軍する。

### 戦後再献身
戦後、長男の死をきっかけに再献身する。1946年(昭和21年)1月 兵庫県尼崎市で靴屋をしながら開拓伝道に当たる。
1947年(昭和22年)日本伝道隊湊川伝道館の跡地に天幕を建て、本格的な伝道を開始した。1948年(昭和23年)4月ウェスレアンの立場にたった伝道者育成を求めて、神戸福音伝道館において、日本聖書学校を設立した。 
1950年(昭和25年)9月 湊川伝道館での伝道の成果をもとに、今日の神戸中央教会を設立する。教会内にステパノ神学院開設した。
1951年7月(昭和26年)日本イエス・キリスト教団の創立に参画し、伝道部長に就任。

### クルセード時代
1956年(昭和31年)2月  本田クルセードを創設し、主幹となる。1964年(昭和39年) 本田クルセードと首都圏の教会の協力により、文京公会堂において東京福音クルセードを実施する。中村敏によれば、約二万人が参加して、約二千人が信仰を決心したという。
1965年(昭和40年)12月 神戸中央教会主幹牧師を辞任し、本田クルセードに専念するために、東京都世田谷区に移住する。近所に住んでいた、安藤仲市、羽鳥明など福音派の指導者と交流する。1966年(昭和41年)本田クルセードは、有賀喜一らを協力伝道者に加えて、日本福音クルセードと改称し、事務局を整えて再出発をした。1968年(昭和43年)4月に日本福音同盟が設立される際に共立講堂で持たれた記念大会で、本田は主講演者として語り、創立が神のみこころによること、聖書信仰に立つこと。宣教の前進のためであることの三点を強調して語った。
1970年(昭和45年)に1月2日の穐近祐のイエス福音教団の東京教会で、日本・リバイバル・クルセード（現、全日本リバイバルミッション）の代表滝元明、田中政男らに按手する。同クルセードの顧問に就任して、指導の任にあたる。

### 臨終
2002年(平成14年)4月6日 多発性脳梗塞のため死去（90年と6日）する。20日後の4月26日 東京都新宿区の淀橋教会で追悼記念礼拝（合同葬）が行われた。

## 人物
- 本田は生涯に多くの持病を患っていた。（胆石、狭心症、心筋梗塞、皮膚病）
- 本田は45年間におよびクルセードを続けた。
- 本田は奉仕に訪れる教会に毛筆で「霊に燃え主に仕えよ」と書いた色紙をプレゼントしていた。
- 本田は、獄中の麻原彰晃に手紙を書いた。

## 著書
- 『誰にでもできる信仰生活 - 幸福はここに』 日本福音クルセード、1964
- 『教会成長への手がかり』 いのちのことば社、1981
- 『聖化の恵み』 いのちのことば社、1981
- 『日本伝道の手がかり』 いのちのことば社、1982
- 『あなたを愛する愛』 いのちのことば社、1984
- 『聖霊の満たし』 ニューライフ出版、1984
- 『日々のキリスト』 いのちのことば社、1986
- 『涙にかえて歌を』 ニューライフ出版、1986
- 『祈りは奇跡を生む』 いのちのことば社、1987
- 『幸福に生きる道』 いのちのことば社、1990
- 『宣教の情熱』 いのちのことば社、1993
- 『十字架の奥義』 いのちのことば社、1993
- 『キリストの愛に生きて』 いのちのことば社、1993
- 『ビジネスマンと聖書 - 人生勝利の秘訣』 新生出版社、1993
- 『キリストの愛の奥義』 いのちのことば社、1995
- 『伝道・牧会・愛のカウンセリング』 いのちのことば社、1997
- 『あなたへの - 愛のクリスマス』 日本福音クルセード、1997
- 『神に喜ばれる道』 日本福音クルセード、1998
- 『愛と自由に生きる』 教文館、1998
- 『あなたを変える愛』 いのちのことば社
- 『幸福の条件』 いのちのことば社